# إيان هوج
إيان هوج (بالإنجليزية: Ian Hogg)‏ (15 ديسمبر 1989 بأوكلاند في نيوزيلندا - ) هو لاعب كرة قدم نيوزلندي في مركز الوسط، شارك في الألعاب الأولمبية الصيفية 2008 والألعاب الأولمبية الصيفية 2012. وشارك مع منتخب نيوزيلندا تحت 17 سنة لكرة القدم ومنتخب نيوزيلندا تحت 20 سنة لكرة القدم ومنتخب نيوزيلندا تحت 23 سنة لكرة القدم ومنتخب نيوزيلندا الأولمبي لكرة القدم ومنتخب نيوزيلندا لكرة القدم. أما مع النوادي، فقد لعب مع تيم ويلينغتون ونادي أوكلاند سيتي ونادي ويلينغتون فينيكس ووايتاكيري يونايتد وبورتلاند تمبرز وHawke's Bay United FC ‏ ونادي أميكال ‏.

## وصلات خارجية
- إيان هوج على موقع الاتحاد الدولي (مؤرشف)  (الإنجليزية)
- إيان هوج على موقع قاعدة بيانات كرة القدم.إي يو (الإنجليزية)
- إيان هوج على موقع ناشيونال فوتبول تيمز (الإنجليزية)
- إيان هوج على موقع أوليمبيديا (الإنجليزية)
- إيان هوج على موقع اللجنة الأولمبية النيوزيلندية (الإنجليزية)